# Cefalização
A cefalização é uma tendência evolutiva dos tecidos nervosos de se deslocarem em direção à região cefálica, promovendo a criação de um sistema nervoso central com maior proximidade dos órgãos dos sentidos. Está associado ao desenvolvimento do cérebro, em vertebrados, a partir da notocorda. A evolução do cérebro dos artrópodes foi um amplo processo de cefalização, no qual a região anterior do sistema nervoso se tornou cada vez mais importante como centro de controle. O cérebro integra a entrada sensorial com a saída motora e coordena a atividade dos apêndices segmentares. 
1. ↑  Teixeira, Isabel R. (2011). Temas multidisciplinares de neuropsicologia e apredizagem (PDF). Ribeirão Preto: Editora Novo Conceito. p. 99. 912 páginas. ISBN 978-85-63219-51-0.